# Comté d'Ellis (Kansas)
Pour les articles homonymes, voir Comté d'Ellis et Ellis.
Le comté d'Ellis (anglais : Ellis County) est un comté situé dans le nord-ouest de l'État du Kansas aux États-Unis. Le siège du comté est Hayes. Selon le recensement de 2006, sa population est de 26,926 habitants. Le comté a une superficie de 2 332 km², dont 2 331 km²  de terre.

## Géographie
Selon le bureau du recensement des États-Unis, le comté a une superficie de 2 332 km², dont 2 331 km²  de terre et 0,04 % d'eau.

## Démographie

Pyramide de population

### Géolocalisation
|                | comté de Rooks | comté d'Osborne  |
| comté de Trego | Comté d'Ellis  | comté de Russell |
| comté de Ness  | comté de Rush  |                  |

### Principales autoroutes
- Interstate 70
- U.S. 183

## Villes

### Villes incorporées
Nom et population (estimation 2004):
- Hays, 19,841 (chef lieu du comté)
- Ellis, 1,830
- Victoria, 1,175
- Schoenchen, 213

### Lieux non incorporés
- Antonino
- Catharine
- Emmeram
- Munjor
- Pfeifer
- Toulon
- Walker
- Yocemento

## Communes

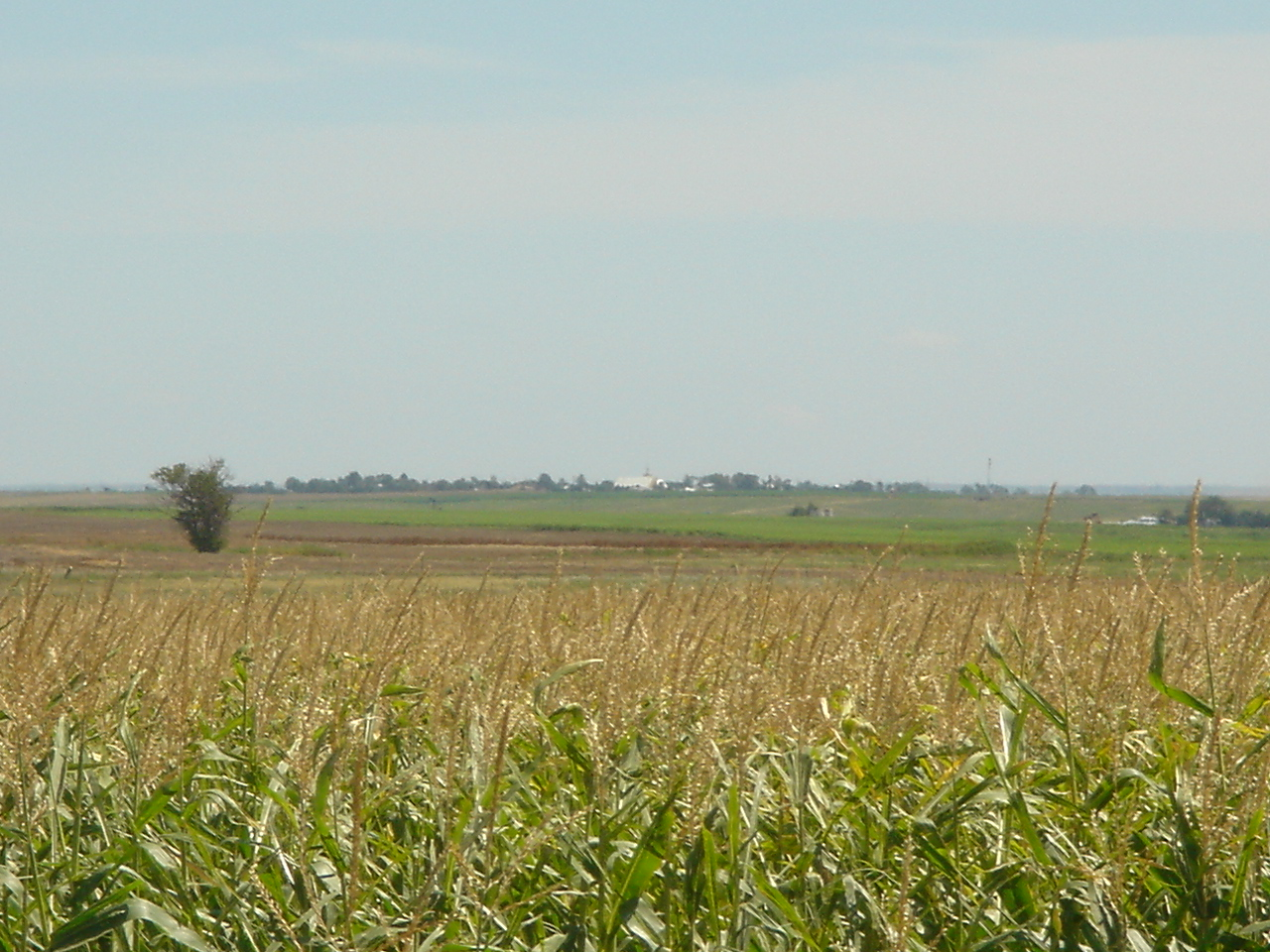
The town of Antonino

| Communes                                                                              | FIPS  | Population center | Population | Population densité /km² (/mi²) | Terrain km² (mi²) | Zone humide km² (mi²) | Eau %  | Coordonnées géographiques    |
| ------------------------------------------------------------------------------------- | ----- | ----------------- | ---------- | ------------------------------ | ----------------- | --------------------- | ------ | ---------------------------- |
| Big Creek                                                                             | 06650 |                   | 1,798      | 7 (18)                         | 252 (97)          | 0 (0)                 | 0,01 % | 38° 52′ 40″ N, 99° 20′ 39″ O |
| Buckeye                                                                               | 08950 |                   | 285        | 1 (2)                          | 352 (136)         | 0 (0)                 | 0,06 % | 39° 01′ 24″ N, 99° 18′ 25″ O |
| Catherine                                                                             | 11050 |                   | 318        | 2 (4)                          | 208 (80)          | 0 (0)                 | 0,03 % | 39° 00′ 32″ N, 99° 11′ 44″ O |
| Ellis                                                                                 | 20475 |                   | 386        | 1 (2)                          | 457 (176)         | 0 (0)                 | 0,02 % | 38° 58′ 47″ N, 99° 30′ 57″ O |
| Freedom                                                                               | 24625 |                   | 125        | 1 (3)                          | 117 (45)          | 0 (0)                 | 0 %    | 38° 43′ 48″ N, 99° 07′ 36″ O |
| Herzog                                                                                | 31525 |                   | 894        | 3 (7)                          | 325 (126)         | 1 (0)                 | 0,18 % | 38° 55′ 29″ N, 99° 07′ 19″ O |
| Lookout                                                                               | 42700 |                   | 569        | 2 (5)                          | 317 (122)         | 0 (0)                 | 0,10 % | 38° 45′ 43″ N, 99° 25′ 12″ O |
| Victoria                                                                              | 73800 |                   | 845        | 6 (16)                         | 139 (54)          | 0 (0)                 | 0 %    | 38° 49′ 56″ N, 99° 08′ 31″ O |
| Wheatland                                                                             | 77650 |                   | 401        | 3 (7)                          | 140 (54)          | 0 (0)                 | 0 %    | 38° 46′ 45″ N, 99° 16′ 19″ O |
| Sources: « Census 2000 U.S. Gazetteer Files », U.S. Census Bureau, Geography Division |       |                   |            |                                |                   |                       |        |                              |

## Éducation

### Unified school districts
- Ellis USD 388
- Victoria USD 432
- Hays USD 489